# Toquí de Califòrnia
El toquí de Califòrnia (Melozone crissalis) és un ocell de la família dels passerèl·lids (Passerellidae), nativa de la regió costanera d'Amèrica del Nord que s'estén des d'Oregon (Estats Units) fins a Baixa Califòrnia Sud (Mèxic).

## Descripció
El toquí de Califòrnia és de color marró apagat en general amb plomes cobertes sota la cua de color rovell i ratlles de color ros o rovell a la gola. Té poc dimorfisme sexual.
Té les ales curtes i arrodonides com un pardal, així com la cua llarga i un bec gruixut que s'utilitza per trencar les llavors. Tanmateix, els toquís són més grossos i voluminosos que els pardals. Els dos sexes de toquí generalment amiden entre 21 i 25 cm de llarg, amb una envergadura d'uns 29 cm. Pesen entre 37 i 67 g. El patró de color del toquí de Califòrnia és marró mat al voltant, excepte una taca color rovell sota la cua i al voltant del bec. Això és cert tant per a les femelles com per als mascles.

## Distribució i hàbitat
L'hàbitat natural d'aquest ocell són les àrees de matolls de Califòrnia, el chaparral, els boscos oberts i els rierols adjacents als vessants del desert. S'ha adaptat àmpliament als parcs i jardins i també es troba a la Baixa Califòrnia. Es poden trobar al llarg de la costa del Pacífic Nord des del sud d'Oregon (EUA) fins a Baixa Califòrnia (Mèxic). El toquí de Califòrnia és un ocell resident permanent, rarament es mou de les zones de nidificació, fins i tot a distàncies curtes.
Com que aquests ocells són de "risc mínim" en els seus hàbitats naturals, no s'enfronten a cap amenaça imminent per als seus mitjans de vida. Segons la National Audubon Society, les tres amenaces més grans per al toquí de Califòrnia són les èpoques d'incendis, les onades de calor de primavera i la urbanització. Els incendis poden afectar aquest toquí perquè tendeixen a amagar-se als arbustos. Si aquests ocells es troben en una zona molt densament boscosa durant un incendi forestal, sens dubte estarien en perill, però a causa dels seus patrons reproductius, la població general no es veuria afectada. Les onades de calor de primavera afecten les poblacions augmentant la temperatura, disminuint el subministrament d'aigua i altres recursos i poden afectar la cadena alimentària. Això afectaria el toquí de Califòrnia, però una vegada més, no n'hi ha prou perquè tota la població es traslladi a la franja No Amenaçada. La urbanització pot semblar la major amenaça per a totes les espècies, però, aquesta espècie d'ocell s'ha adaptat bé a viure entre i a prop de la gent.
Actualment, l'abast del toquí de Califòrnia no disminuirà ni augmentarà, però, si l'escalfament global continua al mateix ritme o a un ritme més ràpid, l'abast i la població es poden reduir molt. Si la temperatura de la zona de residència augmenta entre 1,5 i 3,0 °C durant l'estiu, guanyarien almenys un 2% de l'hàbitat disponible, però això encara significa que haurien de migrar cap amunt. Si la temperatura del seu rang augmenta entre 1,5 i 3,0 °C durant l'hivern, perdrien almenys el 20% de la zona de residència i com a màxim el 77% de la mateixa. Això posa de manifest la fragilitat de l'equilibri dels ecosistemes, sobretot tenint en compte que no són ocells migratoris.
A part de l'hàbitat salvatge on viuen tradicionalment, també s'acomoden bé a les zones rurals i suburbanes. Això demostra que són reticents a renunciar al territori o que gaudeixen d'una millor qualitat de vida dins d'assentaments humans menys densament poblats.

## Comportament i ecologia
El toquí de Califòrnia s'alimenta a terra o en matolls baixos on prefereix una varietat de llavors, cereals i espècies. Quan mengen llavors, els toquís poden treure totes les llavors alhora amb el bec. Durant l'època de reproducció, el toquí de Califòrnia complementa la dieta amb insectes com ara llagostes i escarabats. A més, poden menjar cargols, milpeus i aranyes. Se'l veu amb més freqüència viatjant o alimentant-se sol o en parelles. És molt bellugadís. El toquí de Califòrnia utilitza una maniobra de "doble rascada" quan s'alimenta, mirant sota les fulles llançant-se cap endavant i saltant cap enrere, utilitzant els peus per rascar el terra i destapar menjar. A més, visita les menjadores per a ocells, sovint menjant el mill que menyspreen altres ocells. Capaç de córrer ràpidament distàncies curtes, es manté en contacte constant amb la parella, potser que formin parelles per a tota la vida.
Mentre que en estat salvatge i en captivitat la ingesta d'aigua del toquí és habitual, en hàbitats més secs les necessitats d'aigua les poden satisfer principalment alimentant-se d'insectes i aliments suculents.
El reclam consisteix en un so d'una sola nota que diferents persones escolten com a «seet», «tseek», «tsip», «txit», «txink» o «pink» i el cant consisteix en una llarga sèrie repetida acabada amb un trinat.

### Nidificació
Els nius es troben normalment en branques baixes o arbustos a uns 0,5 a 4 m sobre el sòl. El niu és una copa voluminosa feta de branquetes, tiges, herbes i cabells i el construeixen les femelles.
La femella incuba el niu de 2 a 4 ous durant 11-14 dies. Els ous es ponen de març a setembre amb closques lleugerament brillants i de color blanc blavós pàl·lid amb algunes taques marrones concentrades principalment a l'extrem més gros. En el moment de l'eclosió, les cries tenen poques plomes. Les cries abandonen el niu després de 6-11 dies.
La temporada de reproducció del toquí de Califòrnia dura des de principis d'abril fins a principis d'agost, amb un màxim a finals de maig o principis de juny. Els toquís poden tenir 2-3 niades cada any.

## Etimologia
La classificació d'aquest ocell segueix el sistema quinarià desenvolupat per William Sharp a principis del segle XIX per identificar millor els ocells. El terme Melozone crissalis va ser desenvolupat per Nicholas Vigors l'any 1839, un polític i zoòleg irlandès que va popularitzar el sistema quinarià a tot el món.

## Taxonomia
Algunes autoritats utilitzen Pipilo crissalis o Pyrgisoma crissale per referir-se al toquí de Califòrnia, encara que la classificació més àmpliament considerada per les autoritats taxonòmiques és Melozone crissalis. La diferència sorgeix entre les diferents classificacions que té l'ocell a causa de la seva proximitat a altres Passerellidae.
Es reconeixen cinc subespècies:
- M. c. petulans (Grinnell & Swarth, 1926) costa nord i centre de Califòrnia (oest d'USA).
- M. c. crissalis (Vigors, 1839) des del sud-oest d'Oregon fins l'interior del centre de Califòrnia (oest d'USA).
- M. c. senicula (Anthony, 1895) costa sud de Califòrnia (sud-oest d'USA) i nord de Baixa Califòrnia (nord-oest deMèxic).
- M. c. aripolia (Oberholser, 1919) centre de Baixa Califòrnia (nord-oest de Mèxic).
- M. c. albigula (Baird, 1860) sud Baixa Califòrnia (nord-oest de Mèxic).

## Relació amb els humans
El toquí de Califòrnia s'ha adaptat a la presència humana. A mesura que els barris i les ciutats es van desenvolupant, els toquís s'han traslladat als parcs de les ciutats així com als jardins i patis del darrere dels habitatges que tenen arbustos adequats. En conseqüència, els podem trobar menjant productes de l'hort, com albercocs, prunes i pèsols.
Com que recol·lectent a terra, els toquís de Califòrnia són més propensos a sentir-se atrets pel pinso caigut a terra que no pas pels alimentadors penjats.